# Pleuromamma indica
Pleuromamma indica is een eenoogkreeftjessoort uit de familie van de Metridinidae. De wetenschappelijke naam van de soort is voor het eerst geldig gepubliceerd in 1905 door Wolfenden.